# De beaux lendemains
 (octobre 2023).
Si vous disposez d'ouvrages ou d'articles de référence ou si vous connaissez des sites web de qualité traitant du thème abordé ici, merci de compléter l'article en donnant les références utiles à sa vérifiabilité et en les liant à la section « Notes et références ».
Pour plus de détails, voir Fiche technique et Distribution.
De beaux lendemains (The Sweet Hereafter) est un film canadien réalisé par Atom Egoyan, sorti le 14 mai 1997.
Il s'agit de l'adaptation du roman américain du même titre (De beaux lendemains) de Russell Banks, publié en 1991.

## Synopsis
Mitchell Stephens, avocat, débarque dans une bourgade secouée par un terrible accident de bus qui a emporté la majorité des enfants du village. Il va peu à peu convaincre les parents d'intenter un procès contre ceux qu'ils considèrent responsables de l'accident.

## Fiche technique
- Titre : De beaux lendemains
- Titre original : The Sweet Hereafter
- Réalisation : Atom Egoyan
- Scénario : Atom Egoyan, d'après le roman de De beaux lendemains de Russell Banks
- Production : Atom Egoyan, Camelia Frieberg, David J. Webb, Andras Hamori et Robert Lantos
- Budget : 5 millions de CAD
- Musique : Mychael Danna
- Photographie : Paul Sarossy
- Montage : Susan Shipton
- Décors : Phillip Barker
- Cascades : Marc Akerstream, Bill Ferguson, Rick Pearce, Bryan Renfro, Peter Szkoda, Rob Wilton
- Pays d'origine :  Canada
- Format : couleurs - 2,35:1 - Dolby Digital - 35 mm
- Genre : film dramatique
- Durée : 112 minutes
- Dates de sortie : 
  - France : 14 mai 1997 (Festival de Cannes) ; 8 octobre 1997 (sortie nationale)
  - Canada : 10 octobre 1997

## Distribution
- Ian Holm : Mitchell
- Caerthan Banks : Zoe
- Sarah Polley : Nicole
- Tom McCamus : Sam
- Gabrielle Rose : Dolores
- Alberta Watson : Risa
- Maury Chaykin : Wendell
- Stéphanie Morgenstern : Allison
- Kirsten Kieferle : Stewardess
- Arsinée Khanjian : Wanda
- Earl Pastko : Hartley
- Simon Baker : Bear
- David Hemblen : Abbott
- Bruce Greenwood : Billy
- Sarah Rosen Fruitman : Jessica
- Russell Banks : Dr. Robeson

## Production
Le tournage s'est déroulé à Stouffville et Toronto, en Ontario, ainsi qu'à Merritt et Spences Bridge, en Colombie-Britannique
Le film, contrairement au roman, reprend le thème de la légende Le Joueur de flûte de Hamelin comme trame, Nicole étant la joueuse,, avec en thème sonore The Pied Piper of Hamelin.

## Récompenses
- Prix FIPRESCI, Grand Prix du Jury et Prix du Jury Œcuménique lors du Festival de Cannes 1997.
- Prix Génie du meilleur film, meilleur réalisateur, meilleur acteur (Ian Holm), meilleure photographie, meilleure musique de film, meilleur son et meilleur montage son en 1997.
- Prix du meilleur film canadien lors du Festival international du film de Toronto 1997.
- Prix du meilleur film étranger lors des Independent Spirit Awards 1998.
- Nomination à l'Oscar du meilleur réalisateur et meilleur scénario basé sur une œuvre existante en 1998.